# Athena Polias översteprästinna
Athena Polias översteprästinna var den högsta ämbetsinnehavaren för statskulten av Athena Polias, Atens stats- och skyddsgudinna, vid templet Parthenon på Akropolis, Aten. 
Översteprästinnan utsågs från någon gren av Eteoboutadae, där ämbetet som Athenas översteprästinna gick i arv.  Det var det högsta religiösa ämbetet i Aten, och dess innehavare var en av Atens främsta ämbetsinnehavare, med makten att rekommendera kandidater till politiska ämbeten, och spelade en offentlig roll som annars var ovanlig för kvinnor i det klassiska Aten. Det var en av Atens två viktigaste prästerskap: det andra var prästerskapet för Poseidon-Erecheteus, som tjänstgjorde i Erechteion. Akropolis hade också ett ytterligare prästerskap: Athena Nikes prästinna. 
Hon övervakade kulten, och blev som sådan överordnade de övriga prästinnorna i kulten; plyntrides, som utförde den rituella tvättningen av Athena-statyns kläder; arrephoroi, de flickor som utsågs för att väva Athenastatyns peplos varje år; och kanephoroi de flickor som utsågs att delta i Panathenaia av Arkont Basileus.  Dessa mindre ämbeten var dock alla tillfälliga. Ämbetet innehades på livstid och dess innehavare kunde både gifta sig och bli änka under tiden, och Lysimache var översteprästinna i sextiofyra år, och blev under den tiden mor till fyra barn och fick flera barnbarn. 
Det finns flera prästinnor som gjorde sig märkbara i Atens historia, men de flesta är bara omnämnda i enstaka incidenter. Vid ett tillfälle tillbakavisade prästinnan en av Spartas kungar från att träda in i templet då det skulle strida mot stadgarna. Inför slaget mot perserna 480 f.Kr., som ledde till ett nederlag och förstörelsen av templet av perserna, fick översteprästinnan stadens myndigheter att fatta beslut om evakuering då hon påpekade att Athenas heliga orm hade lämnat templet. 
Översteprästinnan, liksom de underordnade prästinnorna, fick alla porträttstatyer med inskriptioner av sina namn resta över sig, vilket var ovanligt för en medborgare i Aten och särskilt för kvinnor.  
Namn finns bevarade för tjugofem av ämbetets innehavare från 400-talet f.Kr. till 200-talet e. Kr. Den mest kända individuella innehavaren är Lysimache I. Ämbetet blev liksom alla andra icke kristna religiösa ämbeten avskaffat under förföljelserna mot hedningarna i romarriket. 